# Tibouchina thulia
Tibouchina thulia är en tvåhjärtbladig växtart som beskrevs av Todzia. Tibouchina thulia ingår i släktet Tibouchina och familjen Melastomataceae. Inga underarter finns listade i Catalogue of Life.